# Condado de Effingham (Geórgia)
O Condado de Effingham é um dos 159 condados do Estado americano de Geórgia. A sede do condado é Springfield, e sua maior cidade é Springfield. O condado possui uma área de 1 250 km², uma população de 37 535 habitantes, e uma densidade populacional de 30 hab/km² (segundo o censo nacional de 2000). O condado foi fundado em 5 de fevereiro de 1777.